# Meringopus calescens
Meringopus calescens är en stekelart som först beskrevs av Johann Ludwig Christian Gravenhorst 1829.  Meringopus calescens ingår i släktet Meringopus och familjen brokparasitsteklar.

## Underarter
Arten delas in i följande underarter:
- M. c. persicus
- M. c. robustus